# Bryoerythrophyllum ferruginascens
Bryoerythrophyllum ferruginascens là một loài Rêu trong họ Pottiaceae. Loài này được (Stirt.) Giacom. mô tả khoa học đầu tiên năm 1947.